# ホーリーランド
『ホーリーランド』は、森恒二による日本の格闘漫画、またそれを原作としたテレビドラマ。『ヤングアニマル』（白泉社）にて2000年20号から2008年11号まで連載された。
テレビドラマはテレビ東京系で放映された。また、韓国でもテレビドラマ化された。

## 作品解説
不良たちによる路上での喧嘩（ストリートファイト）と格闘技を題材とした漫画。本作では随所にドキュメンタリー風のナレーションが挿入されている。本作のナレーションは一般的に知られる格闘技のセオリーと、作者である森の体験による喧嘩とのギャップを綴ったものが多い。そのナレーションは時として「僕」という一人称を使って、森自身が人生観を語る場面もある。
森によればこのナレーションは森自身のスキル不足により、物語中のキャラクターの台詞で説明させるなどの手法でまとめることができなかったため開き直って用いた手法であったが、「森は果たして素人なのか玄人なのか」などと物議を醸した。実際のところは、森自身も身長183cm体重90Kgの体格を誇り、高校時代から喧嘩に明け暮れ、相応の格闘技経験（大学時代4年間グローブ空手の同好会に入り、40歳を超えた後もときおり道場に行っている）を持ち、素人ではないと語っている。

## あらすじ
高校生の神代ユウは、家にも学校にも居場所を見つけられず夜の街にいた。華奢な外見であり、ひ弱ないじめられっ子であったユウだが、ある時、本屋で見掛けたボクシングの教本を手に取り、内容に書かれていたワン・ツーを覚え、人知れず自室で訓練を繰り返す。そして何ヶ月か経った頃、夜の街で自分に絡んできた不良達をワン・ツーで倒していったユウは、次第にヤンキー狩りと呼ばれ恐れられる程になっていた。その名に引かれるように、腕に憶えのある不良や格闘家達がユウに挑みかかり、彼だけではなく初めて出来た友人や仲間達をも巻き込んでいく。しかし、繰り返される強敵との闘いの中で、ユウの実力は更に上がり、その強さで、夜の街をうろつく若者たちの中で路上のカリスマとも言える存在になっていくのだった。
やがてユウがプロデビュー寸前のキックボクサーに勝利し街を出る機会を考えていた時、夜の街では依存性の強い脱法ドラッグが蔓延するようになる。街は売人と化した不良達によって荒らされ、ユウの周囲の人々が次々と脱法ドラッグの餌食となっていく。ユウと仲間達は脱法ドラッグを流通させる者達と対立し、最後の戦いに挑む。

## 主な登場人物

### 晃陽高校
神代 ユウ（かみしろ ユウ）
演 - 石垣佑磨
本作の主人公。いじめや、それによる偏見を受け不登校となり、ひきこもりになったが自殺することも出来ず、ふとしたきっかけでボクシング教本と出会い、自室で四六時中ボクシングのワンツーだけを反復行為として没入するようになる。やがて自分の居場所を夜の街に求め彷徨うようになるが、不良達に度々絡まれ、体に染みつくまでとなったパンチでその都度彼らを撃退していくうちに「下北不良（ヤンキー）狩りボクサー」として名を轟かせることになる。これがきっかけで、元ボクサーで「路上のカリスマ」と言われるほど伝説的な喧嘩屋であった伊沢マサキを始めとした多くの友や敵と邂逅し、街での自分の居場所を見出していく。元々はゲームやアニメが好きな少年で、格闘ゲームも上手い。
普段は内向的で優しい少年だが、こと喧嘩となると別人のごとき集中力で底知れぬセンスを発揮させる。しかし、心の中では過去の暴力や周囲の冷遇、自殺をしたかもしれない恐怖と、その防衛本能によって産まれた好戦的な一面が常に巣食っており、それが時には激昂時の暴走やコミュニケーションのすれ違いとなって現れ、周囲や自分を傷つける結果となり、後悔の念に苛まれてしまうことがある。特に顕著となったのは、友人のシンを襲われ、その主犯格であるカトーを倒した直後で、「自分は戦いから降りられない」と思うあまり、不良達を手当たり次第に襲うヒステリーに陥っていた。
基本的な格闘スタイルは初期はボクシングのストレートのみであったが、土屋やショウゴとの戦いや訓練の中で、パンチだけではなく蹴り技も使いこなし、タックルなど組み技にも対応する打撃系総合格闘家のようなスタイルを取るようになる。戦闘経験が増すにつれプロテクターやバンデージなどの守備装備も装着するようになる。技の覚えも早く、一度見ただけの技を実戦で有効に使ったこともあった。
その様々な技を組み合わせる戦法と類稀なる学習能力は自分より格上の相手すら圧倒し、技術全体の大味さをカバーしてきたが、体重移動などの原理を具体的に把握していないことから、筋肉がついたことで体質が変わり、一時期は力任せの戦法になり精彩を欠いたり、ヨシトに敗北したことからその大味さが課題となり、ボクシング部の先輩である山崎の指導のもと、物語終盤ではヨシトやマサキに匹敵する技巧をも体得した。
ドラッグキング一派の手によってショウゴが堕落し、マイやメグが被害にあったことからドラッグキング達に戦いを挑み、勝利する。
ドラッグキング達との抗争終了後に、マサキとの最後のタイマンを行い勝利。しかしその後、かつて助けた少年に不意を突かれて刃物で腹部を刺され、重傷を負ってしまう。
3年後の街では、刺されて死んだと噂されていたが、下北沢でヤンキーに絡まれた、元ひきこもりの少年の前に突如として現れ助ける。そしてその少年をかつての自分と重ね合わせるかのように「君は変われる」と激励し、群衆の中へと消えていくところで物語は幕を閉じた。
連載終了後に出た総集編のインタビューでは作者はユウが生きていると言う事をほのめかしている。なお、ドラマでユウ役を演じた石垣佑磨が作者に直接尋ねた所、ユウは身長173センチメートル・体重62キログラムという設定らしい。
金田 シンイチ（かねだ シンイチ）
演 - 青山草太
通称「シン」。名前の漢字表記は「真一」。裏表がなく明るい性格で、いじめられっ子や不良を含めて、誰とでも分け隔てなく接することのできる、ユウの数少ない友人。ハンバーガー屋でアルバイトをしている。基本的に暴力は振るわない主義で喧嘩も弱いが、ユウの身近にいる人物の中では一番の理解者であり、彼の対人関係を円滑にする事ができる数少ないムードメーカー的存在。過去にユウと関わったせいで代沢高校のカトー達に凄惨な暴力に遭ったが、それでもユウの友達をやめないという密かな決心を固めている。また、ユウも彼の気持ちに気付いたことから、カトー戦後の暴走状態から一時的に抜け出すことが出来た。映画や音楽が好きで、部屋のインテリアはやや独特。
ドラッグキングとの抗争では、拉致されたマイを助けるために『クラブJ』へと赴き、不良達に暴行を受けながらもショウゴを説得するなどの活躍を見せた。
3年後、土屋と共にマサキのタイトルマッチの応援に駆けつける。
ユウの「獣」とも形容出来る凶暴な側面を中村に指摘されたが「ユウは、自分の中の獣を乗り越えられる」と語っていた。
当初はカトー達に襲撃されたところで死んでしまう予定だったが担当編集に止められた、と作者は後のインタビューで語っている。
伊沢 マイ（いざわ マイ）
演 - 水谷妃里
マサキの妹で、ユウのクラスメイト。兄と似た雰囲気を持つ（友人には否定された）ユウを何かと気に懸ける。ユウの夜の街での暴力性を目にして以来、彼のことを強く心配するようになり、やがてそれはユウに対する好意として、はっきりと自身の心にも自覚されていく。
ユウ自身の過去のトラウマから互いに距離をとっていたが、それでもユウへの想いは消えることはなく、その後、シンの協力もあり告白する。
ドラッグキングとの抗争時には、ユウとマサキの失墜を目論む八木によって拉致されるが、シンとショウゴの活躍によって救出される。その後、マサキとの最後の対マンに臨むユウと初めてキスを交わす。
3年後の街では、誰かと待ち合わせをしている描写がある。
中村（なかむら）
ショウゴと同じ白泉会の道場に所属。一度ユウをはめるため道場に誘い込むが、その事でシンに捕まり、ユウに謝罪。その後はユウが長田と再戦する手はずを整える等、ユウやシンにとっていい先輩になっている。普段はあまり目立たないが、黒帯を取得しているだけあって実力はなかなかのもので、マイやシン達が八木らの襲撃を受けた際には、空手の技で敵の1人を倒すなど、先輩の名に恥じない活躍を見せたものの、その敵に足を取られてしまい、八木によって地面に押し倒され顔面を踏みつけられてしまう。
長田や山崎との戦いぶりを見て、シンとの会話の中で「二人に逆らわなければ、彼らも本気で神代を叩きのめそうとしなかった」「暴力を伴った辛い過去が彼の内奥に凶暴な獣を育ててしまったのでは」と、ユウの内面について懸念していた。
山崎 一馬（やまざき かずま）
ボクシング部所属。2年生にして部のエースであり、実力は試合を観戦したヨシトにも「攻守のバランスの取れた強いのが1人いた」と認められたほど。不敵な性格だが後輩の田中には「面倒見のいい先輩」として慕われている。町の喧嘩自慢には否定的でマサキに対してもそれは同様である。ストリートファイターとして名を上げ始めたユウに目をつけ、ユウをボクシング部に招いてリングの上で戦うことになり、ボクシングの技術を駆使して圧倒するが土壇場に立たされたユウがキックも使い始め、彼の右ハイキックを受けて敗北。その戦いの影響でユウへの恐怖心が身につき、スパーリングでの暴走や路上での喧嘩に首を突っ込みかけるなど荒れた性格になってしまうが、後にヨシトへのリベンジに取り組むユウに弟子入りを志願され、最終的にはそれを受け入れて「ストレート」の深さとディフェンスの重要さを伝授することになり、ユウにとって初めて「先輩」と呼べる人間となった。この時点でユウに対する恐怖感や自身の性格の荒さもある程度和らいでいる。ユウとヨシトの戦いを見て自身と彼らの決定的な違いを思い知らされたと中村に語り、ユウについて「神代は真のファイターで次に行っても必ずやる」と称賛した上で、自身は高校卒業後はボクシングをやめて合コンを繰り返すお気楽な大学生になると述べていた。その後もユウの戦いを観戦したり、竜に敗れた彼を激励しに訪れている。
佐野 メグミ（さの メグミ）
演 - 長澤奈央
マイの友人の女子生徒。本編では「メグ」と言われる。脱法ドラッグ「トゥルー」をワタルと共に服用し、薬物中毒になってしまう。その後は病院に入院し、両親にユウ達と引き離されてしまう。また「トゥルー」と引換えに、密売グループのメンバー達に性行為を要求させられたかのような描写がある。
カオリ
演 - 佐野夏芽
マイの友人の女子生徒。暴力は嫌いなようで、ユウと山崎の格闘を見てしまったマイを引きとめようとする男子生徒に激昂していた。上級生の中村にナンパされていた時に、八木達不良がマイを拉致しようとする場面に出くわす。
ヨシアキ
ユウの中学時代の同級生であり、ユウに対するいじめの加害者の1人だった。軽音部の先輩にカツアゲ目的でユウを呼び出すよう指示されるが、シンによって彼が「ヤンキー狩り」であることを聞かされ、それを証明するようにユウによって髪をまとめていた紐を一瞬で奪い取られ、彼を怖がることしか出来なかった。
少年
昔のユウと同じくいじめに遭い、恐喝されていた。ユウはその姿を昔の自分と重ねて少年を助けるが、物語終盤にマサキ戦を終えたユウを待ち伏せし、ナイフでユウを刺す。

### 伊沢マサキとその周辺
伊沢 マサキ（いざわ マサキ）
演 - 徳山秀典
グループに属さず超然と存在し、“路上のカリスマ”とまで呼ばれ誰からも一目置かれている男。地元である下北沢では圧倒的な存在感を放つ。ヤンキー狩りとして有名になったユウに強い興味を抱き、以後ユウと関わることになる。彼の持つ高校時代にインターハイ出場まで果たしたボクシングと中学時の白泉会の空手を基礎としたストリートで成熟させた喧嘩技術は、最初にユウと出会った時にバットやナイフを持った不良達を造作もなく倒した時や、カトー戦後の暴走するユウを止めるための対マンで存分に発揮された。普段は街のバーで、バーテンダーのアルバイトをしている。
企業の顧問をしていた父親が不正疑惑で家を飛び出して以降「自分は臆病な父親と違う」と思おうとしていたが、高校時代に才能を発揮したために彼に嫉妬した先輩の渡辺を筆頭とするボクシング部員達と彼らが送り込んだ不良達に徹底的にリンチされ、最後には渡辺が拳をレンガで潰そうとしようとまでした故に恐怖から命乞いをしてしまい、「自分も臆病者なのだ」というコンプレックスに苛まれるようになる。その後は精神面が原因でのスランプに悩まされ全く勝てなくなり、それを克服するためにリンチに関わった先輩や不良達に暴行するという行為に及んでしまい、それを原因としたボクシング部の除名という処分により「表の世界」からの居場所を失ってしまう。
その後は夜の「街」にうろつくようになり、自己嫌悪に耐えられなくなったことから自殺目的でリストカットをするがそれも果たせず、薬の乱用や現在のユウのような不良達との路上での喧嘩など荒んだ日々を送っていくことになる。しかしある喧嘩で自分を匿ってくれた少女に心の傷を理解されたことに感銘を受け、後日彼女のいた教会を尋ねたものの、彼女が死んだ両親の後を追うために自殺してしまった事を知り、強い悲しみと共に自分の心と向き合うことを決意する。
現在は全盛期のような凶暴さは見せていないものの、喧嘩から手を切ったとはいえず、自らもその理由に対して悩み続けている。自身が戦わないシーンでは解説役として、読者に喧嘩や格闘のメカニズムを説明することもある。
ユウは当初、マサキのことを圧倒的な存在と思いながら接していたが、それ故にカトー戦後は彼のことまで自分を踏みにじる存在として逆恨みを始めたことから、マサキは「お前だけが被害者なのか」「傷ひとつなく生きている人間はいない」と本来の心情を吐露していた。その後自ら倒したユウを介抱した時、ユウが彼のリストカットの跡を見たことによって、彼が自分と同じ弱さを抱えていることを知る。
なお、「ヤンキー狩り」としてのユウの強さに強く興味を持ったことから、彼に「夜の街にいたいなら前に進むしかない」と説き、拳を交えることも期待していたが、同時にユウが街の喧嘩によって居場所を手に入れようとする危険性も心配していた。
ドラッグ「トゥルー」が街に蔓延していたことから、土屋や「トゥルー」に反目する「街」の不良少年達と共にドラッグキングに立ち向かう。なお、ドラッグキング一派を叩きのめしていき、自らの憎しみに追い詰められていくユウに自らの過去を語り、「俺もお前と同じだった」と明かして彼の憎しみを和らげた。
その後、先に進むためにユウにタイマンを申し込む。
3年後、WKCと呼ばれるキックボクシング団体のプロ選手として活躍する姿が描かれた。シンや土屋が控え室に訪れ、ノボルやヨースケ、下山と吉井、ヨシトも、その試合を観戦していた。
作者曰く、モデルは「喧嘩ばかりしていた時に出会った、自分より遙か上を行っていた人」で、苗字の『伊沢』はその人物から取られたという。
ヨースケ
演 - 笠原秀幸
マサキの連れ。陽気な性格をしている。
3年後はマサキの試合を観戦している。
ノボル
演 - 新田亮
マサキの連れ。一度マサキを裏切り吉井とつるむが和解する。
3年後はマサキの試合を観戦している。
ワタル
演 - 佐々木仁
マサキの連れ。マイの友達のメグと付き合っている。しかしマサキの態度が気に入らず離反し、『トゥルー』によって薬物中毒に陥る。
下山（しもやま）
演 - 榊英雄
マサキの知り合いのヤクザ。昔はマサキの先輩だったらしい。裏社会の話をネタに度々マサキのバイト先に現れるが、マサキからは半ば疎まれている。あわよくばマサキを自分たちの領域に引き込もうという一面すらのぞかせる。暴走していたユウが手下を暴行したことや、「居場所」のことでマサキに警告を送ることもある。
3年後はマサキの試合を観戦している。
ドラマでは顔が血まみれになった状態で警察に逮捕され、マサキに「彼の姿は、暴力の行き着く果てだ」という緊張感を与えた。
渡辺（わたなべ）
マサキのボクシング部時代の先輩。インターハイ予選にベスト8まで残るなどそこそこの才能を持っていたが、圧倒的に才能の差があるマサキに徐々に立場を奪われ、同級生や知り合いの不良達を呼び出してマサキをリンチした主犯格。更にマサキのスパーリング中に彼が命乞いしたことを、部員全員が知ってると呟き、マサキに激しい劣等感を植え付ける。しかし、ある日意を決して復讐を誓ったマサキが目の前に現れ、彼に勝負を挑むが敗北する。

### 代沢高校（サワコー）
緑川 ショウゴ（みどりかわ ショウゴ）
演 - 鈴木信二
実戦空手の使い手。以前は白泉会と言うフルコンタクト空手の道場に所属していた。父親も空手家で白泉会を創設した会長の親友だったらしいが、ショウゴが幼い頃に事故死している。この出来事がショウゴの人格形成に強い影響を与えた。かなりの実力者だが街の喧嘩で事件に発展したケースを考慮し、あえて黒帯は取得していないらしい（実際の判例でも武道の段そのものが凶器と見なされることもある）。体を鍛え上げ着実に実力をつけていったが、フルコンタクト空手の試合ではあまり良い成績を残せず、実戦を求め路上の喧嘩に身を移して行った。居酒屋を経営している母親と二人で暮らしている。
ユウを狙って拳を交えたが、その後和解。ユウに戦うための「仲間になってくれ」と誘うが、ユウ本人からは「友達になろう」と言われたことからユウやシンと友情を結び、ユウにはキックや相手に密着した状態からの肘を使った技を伝授したり、体格の変化からくるスランプにより行き詰まった時にアドバイスも与えたりしていた。だが本来自負心も強い性格であったため、加速的に進化するユウにライバル心を抱き始めた彼は「友として」再戦を挑むことに。自身の空手をかけて戦うが敢えなく敗北し、その後ユウとは断絶状態となり、徐々に精神的に追い込まれていく。
もう一度ユウと本気で戦うために彼の敵となり、八木達と再び行動することになる。その結果キングの下につき、脱法ドラッグ「トゥルー」に溺れてしまうことになるが、シンの説得により、八木たちに無抵抗にやられ続けているユウを助けるために手を切り、竜と対マンを張った。危険なため禁じ手とされている空手技を駆使して竜を倒し、竜を意識不明の重体にするが、駆けつけた警察に逮捕され、少年院送りとなる。
3年後に少年院を出所。ユウと約束した自分の道を歩むことを誓う。
土屋（つちや）
演 - 梅宮哲
レスリングの使い手。マサキにタックルを潰され、裂傷を負って敗れて以来、固いアスファルトの上では怪我を恐れてレスリングの下半身へのタックルが中途半端な形でしか出来ず、それでも並の相手なら造作もなく倒せていたようだがそれ以上の腕前であるショウゴ、ユウに立て続けに惨敗した（レスリングのグレコローマンスタイルには上半身へのタックルが多く存在する）。しかし、その心配のない芝生や砂地の上であれば無類の強さを発揮し、精神的な余裕から攻撃に立ち向かうことが出来、防御力も増す。ユウと交友関係ができて以降は、何度もレスリングルールでのスパーリングをつけてやっており、助言も与えている。ごつい見かけとは裏腹に人懐こい性格で好漢。多くの後輩から慕われており、マサキとも親しくなった。またそうした人望を土台として強い発言力を持つ硬派な男でもあり、ユウがカトーと対マンを張れたのも彼の扇動のおかげでもある。1年留年している。家はパン屋「マッスルコアラ」でたまに手伝っている。
ドラッグキングとの抗争時には、猪方兄弟を退け、マサキと共にキングのグループを一掃するなど、その強さを見せつけた。
3年後、シンと共にマサキのタイトルマッチの応援に駆けつける。
八木（やぎ）
演 - 渡来敏之
善意の欠片もない完全な極悪人だが臆病で小心者。作中では最初にユウに殴られた男。ユウにはシンへのリンチに間接的に関わったことからその後もう1度殴られ、次第にユウへの恐怖心が植え付けられていった。
その後、ドラッグキングの配下となりマイを拉致しようとするが、中村の予想外の奮戦によって手間取っている間にユウが現場に到着したため逃走。キングの下に身を寄せていたが、目的の相違から離反する。2度目の犯行でマイを拉致することに成功。マイを人質にしてユウを集団で暴行していたが、ユウを救出するため現れたショウゴ、さらに通報で現れた警察により計画は阻止され失敗した。その後、この一件のために街中の不良達にマークされるようになり、退院したユウに制裁を受け、街から消された。普通の不良に比べれば喧嘩は強く、凶器を使うなど手段を選ばないが、拳を大振りにするなど技術のなさがマサキに指摘され、「平凡」「動きもトロいし問題じゃない」と評されていた。そのため作中では中村にしか勝ったことがない。原作では卑屈な小悪党として描写されているのに対し、ドラマ版では遊び半分な残忍さが強調されている。
加藤（かとう）
演 - 弓削智久
代沢高校のドロップアウト組。劇中では「カトー」と呼称されている。少年院上がりで格闘技の経験は全く無いが、「格闘家なんかに不良が負けてたまるか」という理念を持ち、恵まれた体格と場慣れした喧嘩術でかなりの強さを誇る。純粋な殴り合いでは格闘家達に劣るものの、路上で相手の隙を突くことや凶器を使うことが上手く、喧嘩馴れしているマサキも驚かせた。ユウと関わりのあったシンをリンチ・病院送りにした事件の首謀者であり、さらにその復讐に来たショウゴすら返り討ちにした。怒りに燃えるユウを製材所に呼び出してリンチを仕掛ける予定であったが、周囲の要望で対マンを張ることになる。目への投石によってユウを撹乱し一度は身動きさせずに叩きのめすも、ユウがショウゴから伝授されていた肘打ちによって彼の身体を放してしまい、敗北。怒りの収まらないユウは、無抵抗となり命乞いを始めたカトーに対して一方的に暴行を続けていた。
ショウゴ、土屋と続いてきたユウと代沢高校勢の抗争編のラストであり、ユウvsカトーは前半戦のハイライトの1つ。
なお、原作では薬物でラリった危ない男という描写がされているが、ドラマ版では華のある悪役として登場している。なお、ドラマ版では登場シーンで国体出場経験を持つ相撲部の大学生達を叩きのめしている描写があった。
その後、ドラッグキングのドラッグ、トゥルーを狙って再登場するも、キングの手下・竜に敢えなくKOされた。
作者によると、『喧嘩したくない相手』を意識して作られたキャラクターだという。

### 世田谷商業（セタショー）
吉井（よしい）
演 - 三元雅芸
昔気質な不良ばかりが集う世田谷商業の頭。不良としての限られた特権にこだわる故にそれを脅かす伊沢マサキに対し異常なまでの敵愾心を持ち、とにかく打倒マサキに執着する。かなりの策略家であり、子飼い同然ともいえる武道家を差し向けたり集団でプレッシャーをかけたりとあらゆる策を弄してマサキを追い詰めていく。喧嘩の手段はナイフだが、それなりに使い慣れている模様。その根底には自分と違い人望も力もあるマサキやユウに対するコンプレックスのようなものがあった事が、後の彼の台詞で示唆されている（ユウもその表情を見て、彼に対して一定の理解をしていた）。タカを利用してマサキを追いつめるも、駆けつけたユウにタカを倒され、さらにマサキ（ドラマではユウ）にタイマンを挑むもナイフを完封され敗北。世田谷商業の不良達に見放されて頭を降りることとなる。その後ユウと再会し、マサキの凶暴だった時代の過去を彼に話した。なお、ユウと再会した時に殴られた跡が顔にあり、「卒業だ」と発言するなど、マサキとユウとの抗争に敗北したことで不良としての権威はすべて失った模様。
3年後では、マサキのタイトルマッチを観戦しに来ている。
岩戸（いわど）
演 - 植木紀世彦
柔道家。柔道を喧嘩に使っているがヤンキーではない。ユウと最初に戦った格闘技経験者。かつてユウに対し刺客として差し向けられるが、不運が重なったことにより敗北。その後は和解し、ユウに格闘者として様々なアドバイスを与えていった。喧嘩においてはかなりの猛者（作者曰く、アスファルトの路上に相手を叩きつけるという点の有利さもあるという）だが、ユーモラスな風貌で憎めない男でもある。吉井には麻雀でかなり負けているらしく、負け分を喧嘩でチャラにしてもらっているらしい。登場シーンでは、いつも何かを食べており、食べているものを落とされると怒り、ぶつかった相手に弁償を要求する。
後にドラッグキングの罠にはまった伊沢グループにタカと共に協力し、勝利へと導く。
ドラマでは物語終盤で道場に戻り、大会に出るために減量を重ねる日々を過ごしていた。
タカ
演 - 宮田大三
剣道部（と言っても部室は荒れ放題でまともに活動してるようには見えない）に所属する一匹狼で、いわゆるヤンキーではない。竹刀の試合に特化した競技ではなく、木刀で実戦を想定した剣道を使う（木刀の材質にもこだわりがあるらしい）。かつて吉井と一緒に上級生に呼び出されシメられたが木刀で逆襲し、全員を叩きのめす。その後、吉井は昏倒する上級生をナイフで切り刻み、この一件で世田谷商業の頂点に登り詰めた。タカの方は、これは吉井が自分の罪をかぶってくれたからだと思い込んでおり、それ以来吉井には恩義を感じていた。やや時代劇かぶれした性格で、古い格言やことわざを好んで使う。マサキに対する刺客として差し向けられ、マサキの奥の手も破り勝利し（事前に吉井の策略でマサキが負傷していた影響があったが）、駆けつけたユウも苦戦させるが、最後は作者が対武器の技として考案された技と言う触れ込みの後ろ回し蹴りによって敗れる。吉井に簡単に騙されたように単純な性格だが、自分を負かしたユウを怨まず素直に賞賛する潔い面も見せた。
後にドラッグキングの罠に嵌った伊沢グループに岩戸と共に協力し、勝利へと導く。
ケンジ
演 - 鈴木祐二
吉井の手下の1人であり、吉井が力を失った後の世田谷商業のトップ。かつてはユウとタカにやられた経験がある。ユウの右ストレートを警戒して彼の右肩を掴んで殴りつけるなど機転が利き、吉井にも「お前は弱くねえ」と言われるなど岩戸やタカに大きく劣るものの以前から喧嘩慣れしていたようだが、吉井の失墜などもあり、世田商を纏め上げるにはタイマンの強さが不可欠だと考え、過酷な鍛錬により体を鍛え上げる。何らかの格闘技も習得したようで、ショウゴを唸らせる実力も身につけたが、ドラッグキングの手下・鉄に蟹挟をかけられ転倒した後に膝十字固めを喰らい完敗。その時の様子から、左膝の関節に深刻なダメージを負ったようである。
田辺（たなべ）
演 - 横塚進之介
吉井の手下の1人。吉井の参謀のような存在。ケンジと一緒にタカを仕留めようとしたが、まったく勝つことが出来なかった。
猪方兄弟（いのがたきょうだい）
演 - 白善哲（兄）、三上大和（弟）
吉井に金で雇われた喧嘩自慢の双子の兄弟。いかつい顔も体格もそっくりである。格闘技は素人だが体格に恵まれ、それなりに喧嘩慣れもしている。2人同時に掛かる戦法は厄介そのもので、カットされた鉄パイプを凶器として愛用し、吉井の策略どおりマサキを襲って負傷させる。しかし、マサキを追って現れたユウには一瞬で倒された。
その後は、ドラッグキングの勢力下に入った。ドラッグを売り捌いている時に土屋と遭遇し衝突する。最初は優勢だったが、草地で本領を発揮した土屋に敗れる。
川本（かわもと）
世田谷商業の空手部に所属するドラッグキングの手下。三人の仲間と共にマサキと土屋に戦いを挑むが、あっけなく敗北する。

### 格闘家
小原 ヨシト（おはら ヨシト）
プロデビュー間近の凄腕のキックボクサー。その実力はマサキに匹敵するかそれ以上であり、競技という自らのホームグラウンドでユウを翻弄していた長田や山崎と違い、路上でユウを完膚なきまでに叩きのめした。昔は街の喧嘩自慢だったが、リングの上で負けて以来キックボクシングにのめりこんだ。街を卒業するけじめとして、「街の代表」ユウに戦いを挑み勝利。その後山崎とのトレーニングにより弱点である動きの大味さを克服して再戦を挑んで来たユウに倒された。己が強さを試しあうために闘い、どちらかが降参した時点で勝負の付いたこの喧嘩は「試合」として不良少年たちにも感動を与えた。自らに僅差で勝利したユウの素質を認め、彼に格闘技のジムを紹介していた。
3年後は伊沢の試合を観戦しに来ている。WKCのチャンピオンの名前が[YOSHITO]なので、チャンピオン本人の可能性がある。
長田（おさだ）
ショウゴと同じ白泉会の道場に所属する空手家。ショウゴの敗北で白泉会の看板に泥を塗られたと怒り、ユウを騙して道場に連れ込む。白泉会の若手の中でトップの実力を持つが、自分より才能のある者を認めようとしない矮小な自尊心の持ち主だった。かつてショウゴに喧嘩同然の組手を挑むが敗北。その後は自分に有利な、グローブ着用、顔面打撃ありのスパーリングでショウゴをいびっていた。中学生時代のマサキにも全く勝てず度々絡んでいたらしい。道場の雰囲気に呑まれて路上での戦い方を無意識に行えなかった（作者曰く「客人効果」）ユウに初戦は勝ったが、路上に場を移した再戦では路上の地の利を利用するユウにローキックを封じられ敗北。完全に心を折られて負けた姿は道場の後輩達を大いに落胆させた。典型的フルコン空手家のスタイルをとるとはいえ、あまりにローキックに固執し（伊沢対吉井のシーンでその有効性を描写された後にかかわらず）前蹴りを使うシーンはなかった。
ボクサー
足立のジムで有名なアマチュアボクサーであり、ジムからはプロになることを薦められている。自分の名を上げるために路上でユウに戦いを挑むが、敗北する。ユウとの対戦中にはほとんどダメージを与えられなかったが、ユウは最初に拳を当てられた時に「強い」と直感し、ショウゴにも「少し前の神代では勝てない」と言われる程の実力があった。
一正（かずまさ）
白泉会の師範。ショウゴとは幼い頃からの付き合いである。かつて親友と立ち会ったが、苦い結果を残してしまったらしい。長田がユウを暴行した時に道場にたまたま居合わせ、思わず長田を激しく叱咤したが、「立ち会っただけ」と主張する長田を深く追求することは出来なかった。

### 「トゥルー」密売グループ
ドラッグキング
脱法ドラッグ「トゥルー」を扱う元締めの大学生。元々は渋谷や新宿など、下北沢以外の街にも「トゥルー」を流通させてきた。
見た目は涼やかで洗練された青年で、言動も紳士的である。ただ「楽しむ」ためだけに夜の街に現れ、街の『クラブJ』を拠点にドラッグを広めていた。
華奢で一見、喧嘩の実力は無さそうだが、拳法（具体名は描かれていないが、作者の言によると少林寺拳法をモデルにしているとのこと）をベースにして急所攻撃も平然と行う実戦的な格闘技を駆使して闘う。急所攻撃無しでも実力は高く、柔法、剛法を巧みに使い分ける。歯向かってきた手下に目打ちを使い一撃で顔面を骨折させ、ショウゴとも途中でやめるまでは互角以上で戦い、ビール瓶を素手で割るといった芸当も見せた。道場で基本を押えた上、路上での実戦で更に技が練られたものらしく、ユウは彼を「尊敬できる技の持ち主」、マサキには「かなり出来る」と言わせる程で、土屋は彼を拳法版伊沢マサキと称した。
反「トゥルー」勢力との抗争での最終決戦となったユウとのタイマンではユウを圧倒し追い詰めるが、ユウの相打ち狙いの戦いと覚悟の前に敗れる。敗北後、「街」をたむろし何者にもならずに甘えている同世代の若者達が憎い、他人を踏みにじらないと自分が踏みにじられる、やられない為にやる側に回ったと言う心情を吐露しはじめるが、ユウに「あなたも僕達と同じ甘えた時間を過ごしている。あなたもドラッグや暴力以外で人と関われたはずだ」と反論され、2度とユウ達の街に現れないことを誓い、去っていった。
竜
ドラッグキングの用心棒。本名は野田竜一。総合格闘技をベースとし、寝技の他にボクシングの打撃も得意とする。カトーとの対マンで、両腕を拘束し一方的な試合運びで倒した。饒舌で格下の相手との喧嘩ではやや遊びすぎる癖がある。実力に反して、その性根は八木以上の小心者で、ユウとも対戦するがタックルをしたところ膝蹴りを喰らい（鉄曰く、膝蹴りはタックルをするときに最も警戒すべき反撃だったという）前歯と鼻を折られ敗北。その際八木を追おうとしたユウの足を取り絞め落とし、そのことでユウに勝ったと吹聴していたが、ユウに対する恐怖は色濃く残った。その復讐のため、ユウに絶望を味わわせるという八木の計画に賛同し、無抵抗のユウの腕の関節を外して負傷させる。しかし、その後ユウを助けるために駆けつけたショウゴの逆鱗に触れ、競技では使われなくなった空手技を駆使するショウゴに右目を突かれた挙げ句、完膚なきまでに叩きのめされ、意識不明の重体に陥る。
鉄
格闘技における人体の破壊の探求が目的で、竜と共にドラッグキングの用心棒をしている。総合格闘技をベースとし、打撃より極め技を好む。無口でスキンヘッドに眉毛の無い武骨な風貌。格闘家としての節度を自覚しているらしく、汚い、見苦しい真似は嫌う。素人とは戦いたがらないことが多い。マサキら「反トゥルー」勢力との抗争で劣勢になったキングに共に逃げるように促されたが拒否し、マサキに対マンを挑むが、フリッカージャブなどを喰らいタックルすることも出来ずに敗北。夜の街で繰り広げられる路上での戦いにこそ格闘技の真理があるという哲学を持ち、その意味でマサキこそ一流のファイターであるという自説を説いたが、「（マサキ本人を含めて）街の喧嘩に一流などいない」「お前はこの場所に逃れただけ」と否定された。

## 書誌情報
- 森恒二『ホーリーランド』白泉社〈ジェッツコミックス〉、全18巻
  1. 2001年6月29日発売、ISBN 4-592-13741-8
  2. 2001年11月29日発売、ISBN 4-592-13742-6
  3. 2002年4月26日発売、ISBN 4-592-13743-4
  4. 2002年9月27日発売、ISBN 4-592-13744-2
  5. 2003年3月28日発売、ISBN 4-592-13745-0
  6. 2003年9月29日発売、ISBN 4-592-13746-9
  7. 2004年2月27日発売、ISBN 4-592-13747-7
  8. 2004年11月29日発売、ISBN 4-592-13748-5
  9. 2005年3月29日発売、ISBN 4-592-13749-3
  10. 2005年4月28日発売、ISBN 4-592-13750-7
  11. 2005年10月28日発売、ISBN 4-592-14311-6
  12. 2006年3月29日発売、ISBN 4-592-14312-4
  13. 2006年8月29日発売、ISBN 4-592-14313-2
  14. 2007年1月29日発売、ISBN 978-4-592-14314-7
  15. 2007年6月29日発売、ISBN 978-4-592-14315-4
  16. 2007年11月29日発売、ISBN 978-4-592-14316-1
  17. 2008年4月29日発売、ISBN 978-4-592-14317-8
  18. 2008年7月29日発売、ISBN 978-4-592-14318-5

## 2005年のテレビドラマ
2005年4月2日から6月25日までテレビ東京で土曜1:30-2:00に放映、全13話。実写格闘ドラマでは珍しく石垣佑磨、徳山秀典など主要キャスト陣がアクションシーンを務め、原作者自身がアクション監修を手がけた。

### 放送日程
| 話数   | 放送日        | サブタイトル | 脚本     | 監督     |
| ------ | ------------- | ------------ | -------- | -------- |
| 第1話  | 2005年4月2日  | 無少年       | 黒田洋介 | 金子修介 |
| 第2話  | 2005年4月9日  | 優しい夜     | 黒田洋介 | 金子修介 |
| 第3話  | 2005年4月16日 | 居場所       | 黒田洋介 | 山口晃二 |
| 第4話  | 2005年4月23日 | カリスマ     | 黒田洋介 | 山口晃二 |
| 第5話  | 2005年4月30日 | 空手         | 黒田洋介 | 金子修介 |
| 第6話  | 2005年5月7日  | 不適格者     | 黒田洋介 | 金子修介 |
| 第7話  | 2005年5月14日 | 悪意         | 黒田洋介 | 村上秀晃 |
| 第8話  | 2005年5月21日 | 破壊者       | 黒田洋介 | 村上秀晃 |
| 第9話  | 2005年5月28日 | 闇の中へ     | 黒田洋介 | 西山太郎 |
| 第10話 | 2005年6月4日  | 聖地         | 黒田洋介 | 西山太郎 |
| 第11話 | 2005年6月11日 | 傷痕         | 黒田洋介 | 佐藤太   |
| 第12話 | 2005年6月18日 | 謀略         | 黒田洋介 | 佐藤太   |
| 第13話 | 2005年6月25日 | 夜明け       | 黒田洋介 | 金子修介 |

### スタッフ
- 原作・アクション監修 - 森恒二
- 総監督 - 金子修介
- 監督 - 金子修介、山口晃二、村上秀晃、西山太郎、佐藤太
- アクション監督 - 小原剛
- 脚本 - 黒田洋介
- 音楽 - 蓜島邦明
- 主題歌 - 「自分のこころ」POSCOIZM
- 録音 - 土屋和之（第1話から最終話まで全て担当）

### パッケージソフト
発売・販売元はすべてバンダイビジュアル。
- DVD 第1巻（1 - 2話） 2005年7月22日発売 BCBJ-2179
- DVD 第2巻（3 - 4話） 2005年8月26日発売 BCBJ-2180
- DVD 第3巻（5 - 6話） 2005年9月23日発売 BCBJ-2181
- DVD 第4巻（7 - 8話） 2005年10月28日発売 BCBJ-2182
- DVD 第5巻（9 - 10話） 2005年11月25日発売 BCBJ-2273
- DVD 第6巻（11 - 13話） 2005年12月23日発売 BCBJ-2274

| テレビ東京 テレビ東京金曜2530枠  | テレビ東京 テレビ東京金曜2530枠 | テレビ東京 テレビ東京金曜2530枠 |
| 前番組                           | 番組名                          | 次番組                          |
| -------------------------------- | ------------------------------- | ------------------------------- |
| Deep Love 2005年1月17日〜3月18日 | ホーリーランド                  | 30minutes鬼                     |

## 2012年のテレビドラマ
韓国の映画専門CS局、スーパーアクション（수퍼 액션）が制作し、2012年4月28日から翌5月19日まで、毎週土曜日の23:00より全4回に渡り放送した。音楽グループU-Kissのメンバー2名（ドンホ、フン）が出演している。

### キャスト（2012年のテレビドラマ）
本節はに基づく。
- カンウ - ドンホ
- サンホ - ソンウン
- テシク - フン
- サンミ - チュ・ダヨン

## 類似関連
- 山木陽介 - 本作をWebサイトの探偵ファイルの企画で現実に行っていたが、現在はEAST ENDで続行している（漫画をモチーフとした類似企画）。
- 三国志大戦 - Ver3.1の追加カード「R楽進」を森恒二が描いている。二つ名は作品にちなんで「武将狩り」。